# 奈良時代
奈良时代（710年—794年），是日本历史的一段时期，始于元明天皇将都城迁至平城京（奈良），终于桓武天皇将都城迁至平安京（京都），年代因首都而得名。由于人们希望借助佛教来达到镇护国家的目的，天平文化在这一时期蓬勃发展。

## 概述

### 时间划分
广义的奈良时代，指的是从710年（和铜3年）元明天皇迁都平城京开始，到794年（延历13年）桓武天皇将都城迁往平安京为止的这84年。而狭义的奈良时代，指的则是同样从710年开始，直至784年（延历3年）桓武天皇迁都长冈京的这74年。
根据政治事件还可以对此进行进一步细分，从710年平城京迁都开始，直至729年长屋王之变这一段时期被称为奈良时代前期，从藤原四兄弟专权开始直至764年（天平宝字8年）发生惠美押胜之乱（藤原仲麻吕之乱）这段时期被称为奈良时代中期，而在称德女皇时代道镜乱政之后的时期则被称作奈良时代后期。
因为定都于又被称作“奈良之都”的平城京，“奈良时代”又被称作“平城时代”。而在740年到745年之间、圣武天皇又在短短几年间将皇宫迁至恭仁京（京都府木津川市）、难波京（大阪府大阪市）、紫香乐宫（滋贺县甲贺市信乐）等地。

### 时代特征
在平城京迁都的过程中，右大臣藤原不比等发挥了重要的作用。平城京据说为模仿大唐都城长安的格局兴建的政治首都，公卿占据住民的大部分。
平城京迁都之前编纂并得以实施的大宝律令，依照日本当时的国情作了多方面的调整，经过几代人的反复摸索，使得整个社会向以天皇为中心的律令制国家过渡。这一时期的律令制国家通过户籍制度和记账等方式将农民固定在土地上，并课以租庸调或其它徭役。但此后随着班田制的难以为继，国有土地逐渐私有化，寺社和地方豪族等开始大肆垦殖领土，开启了后世莊園制的滥觞。
在王统方面，为了使天武天皇和持统天皇的直系子孙继续继承天皇之位，同时确保维持天皇的神圣性，天皇一系普遍实施近亲结婚，这导致天武天皇和持统天皇的直系皇子大多病弱，相继早夭。而正因为皇位继承不能有效维持，各种政治斗争接二连三地爆发，一直持续至8世纪，天武・持统天皇的直系血脉最终断绝。
在政治与军事方面，这一时期朝廷政治纷争不断，而在东北地区对虾夷的征伐也未尝停止（参见三十八年战争）。
在文化方面，这一时期朝廷多次派出遣唐使，并首次从唐朝带来了各种来自中国大陆的文物。日本全国开始兴建国分寺，日本佛教开始兴旺，吸取唐风形成了“天平文化”。文字方面漢字的引入，使得《古事记》、《日本书紀》以及《万叶集》等日本国内现存最古老的史书和文学作品逐一问世。

## 政治斗争与皇权的动摇

### 长屋王之变与光明子立后
奈良时代初期，中臣镰足之子藤原不比等逐步开始影响政局：他使得国内律令制度得以确立，也与皇室走得很近，并最终为此后藤原氏在朝廷中的话语权奠定了基础。藤原不比等死后，执掌政权的是高市皇子之子长屋王，他也是天武天皇的孙辈。他在朝廷一路晋升至右大臣职位，权势如日中天。不过因为此时国内不少农民不堪徭役负担，纷纷流落街头或逃亡外地，政府为了确保财政收入，与723年（养老7年）颁布了三世一身法，对拓荒行为予以奖励。而从724年（神龟元年）开始，不比等的几个儿子，藤原武智麻吕、藤原房前、藤原宇合和藤原麻吕四人（即藤原四兄弟），凭借圣武天皇之母、即不比等之女藤原宫子的关系，逐步活跃于朝廷之上。729年（神龟6年），藤原四兄弟将荣升左大臣的长屋王置于死地，诬告其企图“颠覆朝廷”，迫使长屋王自尽（史称长屋王之变），并顺势掌握大权。长屋王之变之后不久，藤原氏更是将不比等之女光明子成功立为皇后，即光明皇后。

### 橘诸兄政权与圣武天皇
藤原四兄弟相继死于737年（天平9年）爆发的天花，此后，出身皇族的橘诸兄在下道真备（后来的吉备真备）及僧人玄昉等的协助下接过朝廷大权。藤原宇合的长子藤原广嗣不服，打着除掉下道真备等人的旗号，于740年（天平12年）在九州举兵，但叛乱最终被平息，藤原广嗣也被捕杀（藤原广嗣之乱）。这次叛乱大大地动摇了朝廷在平城京的统治根基，此后圣武天皇又先后迁都至山背国的恭仁、摄津国的難波以及近江国的紫香楽等地。频繁的迁都耗费了大量的人力物力，此外疫病及各色天灾相继发生，使得当时社会毫无秩序可言，朝廷的统治岌岌可危。因此在之前就已笃信佛教的圣武天皇本着用“佛教”镇护国家的思想，意图平息社会的动乱，于741年（天平13年）颁布国分寺兴建诏，又于743年（天平15年）颁布卢舍那大佛兴建诏。東大寺大佛于752年（天平勝宝4年）建成，女帝孝谦天皇及圣武太上天皇亲自为大佛举行了盛大的“开眼供养”仪式。

### 藤原仲麻吕的起落
在这一时期，藤原南家的藤原仲麻吕（武智麻吕之子）逐渐得到光明皇后信任，并开始干预政局。在组建紫微中台之后，藤原仲麻吕于755年（天平胜宝7年）从橘諸兄手中抢过朝廷大权，并于757年（天平宝字元年）将橘諸兄之子橘奈良麻吕排除在朝廷势力集团之外（橘奈良麻吕之乱）。藤原仲麻吕大权独揽，并拥立傀儡天皇淳仁天皇。此后他改名为富有唐风色彩的“惠美押胜”，进一步推进了以儒教为基础的唐风政治。随着受到孝謙上皇宠爱的僧人道镜开始左右政局，惠美押胜为了除去道镜，于764年（天平宝字8年）发动反乱，但终被讨死（惠美押胜之乱）。惠美押胜失势后，淳仁天皇被废，并被流放淡路国。

### 宇佐八幡宫神谕事件与光仁天皇
道鏡在不久之后的765年（天平神護元年）担任太政大臣禅师，翌年（天平神護2年）更是成为“法王”，重用同族及其心腹，一度“形同天皇”，并先后兴建了西大寺及百万塔，意图继续借助佛教维持朝廷的安定。此后称德天皇（即复位后的孝謙上皇）及道鏡意图在宇佐八幡宫寻求神諭，以为道鏡的称帝计划铺平道路，但遭到了藤原百川及和气清麻吕的极力反对。770年（宝龟元年）称德天皇死后，道镜迅速失势（宇佐八幡宫神谕事件）。
藤原北家的藤原永手、藤原式家的藤原良继以及藤原百川等人都因成功拥立光仁天皇而得到晋升，而后者，作为天智天皇的子孙，血脉与之前的天武天皇不同。光仁天皇为了进一步缓解财政危机，将朝廷的官员数予以削减，对国司及郡司的监督也越发严格，试图以此规范地方政治。然而在780年（宝龟11年），陆奥国爆发了以伊治呰麻吕为首的叛乱，东北地区虾夷的抵抗也逐渐加强。

### 从长冈京迁往平安京
为了摆脱逐渐膨胀的寺社势力的控制，桓武天皇于784年（延历3年）在山背国长冈之地另建新都（即长冈京）。不过此次迁都并非一帆风顺——负责迁都的藤原種繼遭到保守势力暗杀横死，而桓武天皇之弟早良亲王也被怀疑“阻碍迁都”而因此连坐被废。早良亲王于流放途中郁郁而终，然而此后饥荒和瘟疫屡次发生，桓武天皇近亲相继离奇去世，朝廷认定这是先前藤原種繼暗殺事件中的怨灵作祟，因此在和气清麻吕等人的建议下再次迁都。794年（延历13年）新都落成，新都所在的山背国改名为山城国，新都也被称作平安京。随着这次迁都，所谓“奈良時代”正式结束，平安时代到来。

## 向律令制国家的过渡
奈良時代的前半段、刑部亲王等人编撰，于701年（大宝元年）完成并施行的大宝律令是国家组织的基本法典。
718年（养老2年），藤原不比等等人奉命新编养老律令。相比于之前的大宝律令，虽然养老律令只是在语句方面进行了修正，但是却迟迟未能实施，直到757年（天平宝字9年）才在藤原仲麻吕等人的主导下得以施行。

### 律令制下的天皇权力
律令制时期的日本天皇，拥有以下的权力。

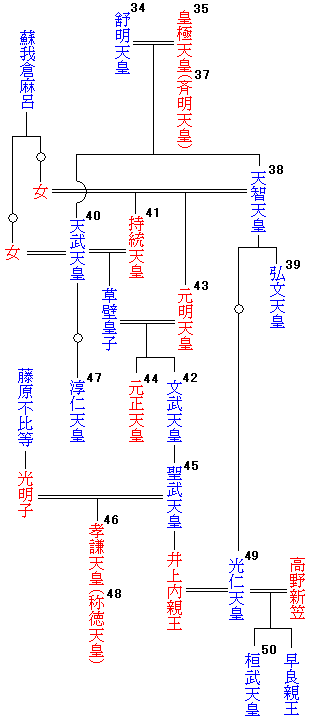
第38-50代天皇谱系图

- 天皇有权修改或者废除贵族和官人（日语：官人）的官职及位阶，设置令外官（りょうげのかん），决定官人的叙位及任用与否；
- 天皇拥有五衙府（日语：五衛府）及军团（日语：軍団 (古代日本)）将士的最高指挥权；
- 天皇有权基于罪刑法定主义中的原則，按照法律中的刑罚标准实施“勅断”或“大赦”；
- 天皇拥有外交权，能对外国使者以及遣外使者施行诏勅（日语：詔勅）等；
- 天皇有权决定皇位继承。

762年（天平宝字6年），淡海三船提议为历代天皇拟汉风谥号。由此，一般认为在天智天皇/天武天皇时期（7世纪）创立的“天皇”称号，被追赠给了之前的每一位日本君主，如“神武天皇”即是这一时期所拟定的汉风谥号。

### 中央官制、税制及地方行政组织
因为大宝律令的制定，“律令制”国家初步形成。中央官制由二官八省、弹正台以及五衛府所构成。地方行政组织方面，“国”、“郡”和“里”等行政单位得到了统一，其中“里”被认为就是后世的“乡”。此后，又划分了“五畿七道”，即畿内以及东海道・东山道・北陆道・山阴道・山阳道・南海道・西海道等七道，其中又分配了66个令制国与壹岐岛和对马岛等两个岛（参见令制国列表）。军团被分派到全国各个令制国，并受各国国司管辖。
各令制国根据户籍实施班田收授法和公地公民制，全国的土地及依附于土地的人民都属于公家——即天皇所有，朝廷根据在册户籍为平民提供班田；赋税则包括租庸调及其他各种徭役。公地公民制被学界认为是古代律令制的形成过程中最重要的一种经济制度。
742年（天平14年）大宰府被废除。翌年，在筑紫国设置了“镇西府”，而在745年（天平17年）又恢复了太宰府。
随着对虾夷的征伐及对东北地区的逐步开发，则陆续设立了多贺城及出羽栅等。

### 垦田政策和律令制国家的发展
为了维持律令制国家高度体系化的官僚体制，必须保证国家稳定的税收。由于之前颁布的班田收授法中没有对于垦田及田地归属方面的明确规定，长屋王政权于722年（养老6年）尝试推行良田百万町步开垦计划，此后又在723年（养老7年）颁布旨在促进全国的田地开垦的三世一身法（さんぜいっしんのほう）。根据三世一身法，新建灌溉设施及开垦土地者能在三代以内保有垦田，将先前的池沟利用起来之人者则可在本人一代之内保有垦田。
然而农民的垦田意欲并没有提升多少，荒地的开垦进度也完全达不到预期。743年（天平15年），橘诸兄政权为了进一步推进垦田，又推行了垦田永年私财法，其中明文规定，只要向当地国司申请取得土地开垦资格，并在一定期限之内完成开垦的话，就能以私人名义永久地占有这块田地，并受到国家保护。
这两份法令虽然在一定程度上颠覆了公地公民制的基础，但颁布的动机的确还是为了保证班田（口分田）分配，并最终确立律令体制。这为拥有开垦财力的贵族、当地豪族以至寺社等阶级私有土地提供了一条捷径，其中尤其是大贵族及大寺院等势力借此机会扩展私人领地，而一般农民及浮浪人等则在“地主”的领地内劳动，并向国家缴纳田租（见输租田）。这就为后世庄园制的兴起打下了基础，故这一时期的私垦田也被称作初期庄园（垦田地系庄园）。

## 平城京的兴建及鑄幣
元明天皇即位翌年，即708年（庆云5年）正月，武藏国内发现了铜矿，并献给朝廷，于是同年改元“和铜”。和铜二年2月，开始铸造标明面额的货币，并兴建奈良新都：2月11日，始置掌管铸币一事的“催铸钱司”，紧接着在2月15日，朝廷发布平城迁都诏。

### 迁都平城京

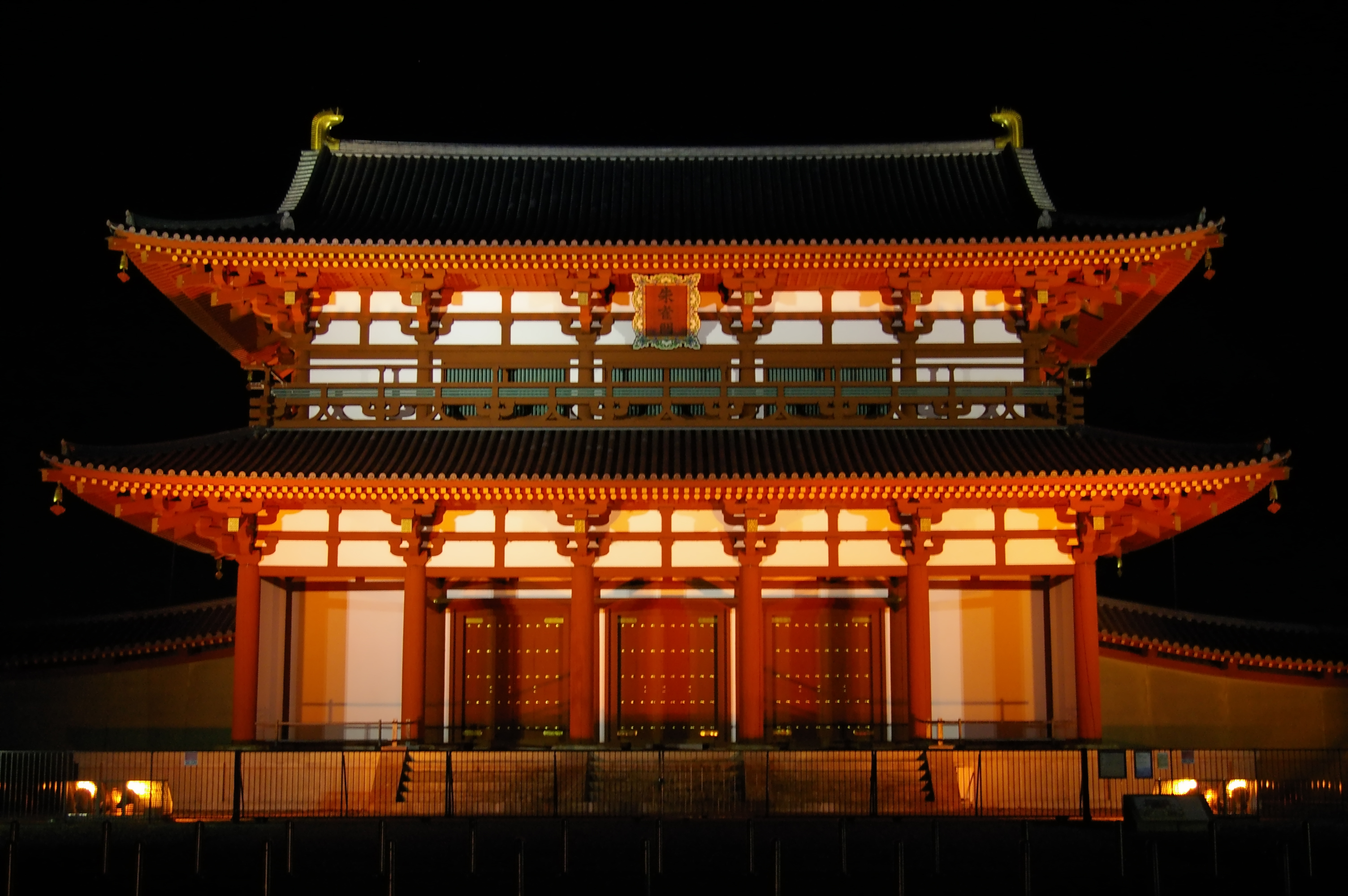
朱雀門

根据《平城迁都诏》，平城是个“方今、平城之地”，“四禽叶図、四神相応”，因而被选为新都。藤原京坐落于南北向略有倾斜的地形之上，而藤原宫所在地与群臣的居所相比地势更低，有“皇都被臣下所俯视”之嫌，因而被视作大忌。不过藤原京被废弃的真正原因其实在于排水不畅等缺陷，此外据说旧都是按照古书（《周礼》）中的规矩进行设计的，即使与兴建之时中国的国都相比起来也相形见绌。其实，在大唐留学30多年的遣唐使粟田真人回到日本后参与朝政，对这方面的问题进行了详尽的阐述，同时还介绍了大唐的文化与国力，以及首都長安是多么繁荣，众人因而都意识到藤原京与长安相比还有很大差距，这也被认为是朝廷决议迁都的一大要因。从实际功效上来说，兴建一座壮丽的新都，能壮国威，不论外国使节，或是虾夷、隼人等边民，还是地方豪族乃至平民百姓，都能感受到天皇的“德”，同时还有助于在全国确立起中央集权体系，最终建立起东洋的小型“中华帝国”。
9月，元明天皇前往平城进行考察，并任命了17位“造平城京司”；10月在伊势神宫派遣勅使告慰神灵，宣布营建新都；11月，为顺利迁往平城宫预定地点，朝廷向民家分发谷物和布料；12月实施地镇祭，昭示着平城京营造工事正式开始。
新建立的平城京乃是模仿唐朝京城長安，東西長約4.3公里，南北約5.2公里。大内與平城宮约占地1.2平方公里，位於北側中央，朱雀大路由北向南將京城分為兩邊，東側被稱為左京，西側被稱為右京，又有數條東西及南北向的大路將城內分為八十四坊，每坊十六坪，其中平城宮佔四坊，寺院、東西市、陵墓又佔十坊左右。建立時，由各地遷入的人口約二十萬人之多，就如身在長安一樣。

### 鑄“和同开珎”和蓄钱叙位令

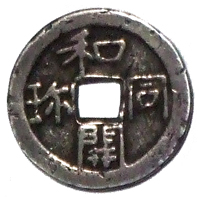
“和同开珎”银钱

都城的兴建进行得很顺利，而铸币进程也很快得以开始。催铸钱司设立之后，同年5月就发行了和同开珎银钱，同年8月又发行了铜钱。之所以先发行银钱，可能是因为银在当时是一种传统的称量货币。
此貨幣鑄造一直繼續到醍醐天皇的延喜年間，前後共鑄和同開珎、萬年通寶、神功開寶、隆平永寶、富壽神寶、承和昌寶、長年大寶、饒益神寶、貞觀永寶、寬平大寶、延喜通寶、乾元大寶等十二次，並稱為皇朝十二錢。不過，這些貨幣多流通於以東西市為中心的京城內，雖然日本朝廷曾發佈蓄錢敘位法，鼓勵一般人民使用貨幣，但是效果不佳。
隨著當時日本與中國的交通往來，中國的工藝技術亦傳入日本，使得日本的手工業及礦產開採出現明顯的進步。當時日本朝廷設有織部司、漆部司負責製作供貴族使用的紡織與工藝品，而隨著農業的進步與國家的獎勵，民間亦開始出現製作工藝品的小工坊，日本政府便將之設立為「產業」並允許其流通販賣。而隨著商業交易的發展，在京城大街、交通大道、神社或寺院前開始出現商業市集，當時奈良的東西市的交易頗為盛行。另一方面，日本朝廷亦致力於改善交通設施，在文武天皇時便已完成東海、東山、北陸、山陽、山陰、南海、西海等七條幹道，這些官道沿途並設有驛站，不過這些驛站乃專為政府傳令所設， 因此一般人民無法利用。

## 天平文化

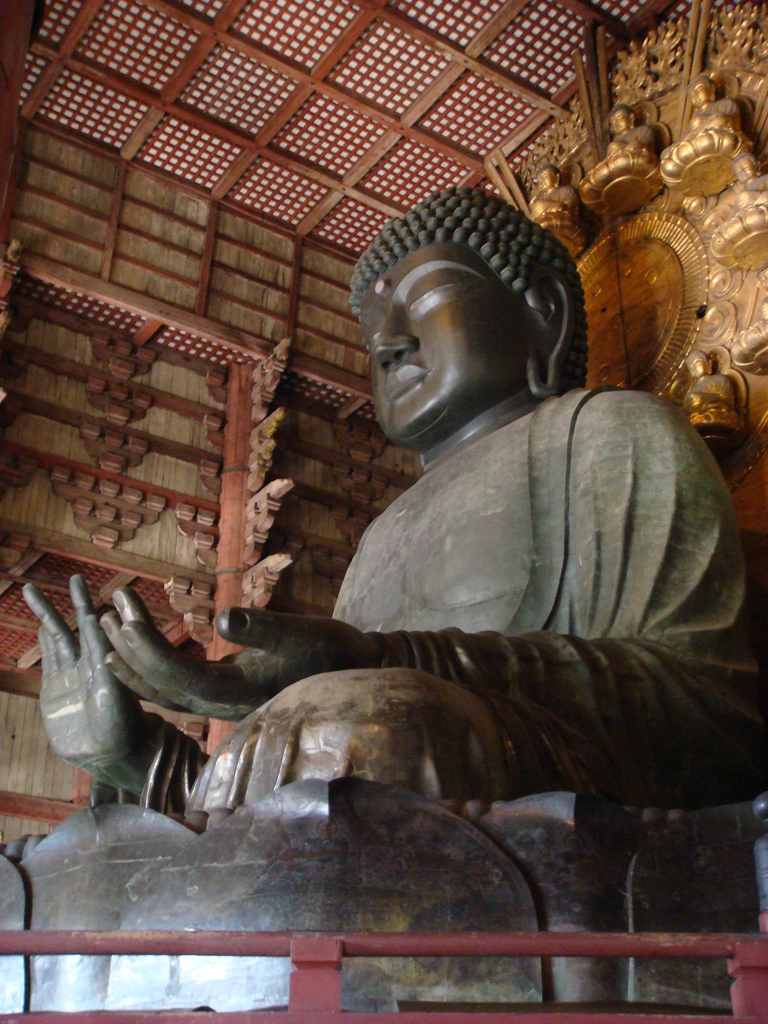
位於奈良东大寺的卢舍那佛像

奈良政府将留学生及僧侣派往唐朝进修，并带回了诸多文物，716年（灵龟2年），此后朝廷又派遣阿倍仲麻吕（汉名晁衡，最后死于唐朝）、吉备真备及僧人玄昉等入唐留学。而朝廷与朝鲜半岛的官方交流也从未断绝。

### 乐舞的传入
在飛鳥時代時，日本就已從高句麗、百濟、新羅等地傳入了仗樂，仗樂其實是源於中國之踏歌。到了奈良時代，唐樂、渤海樂、林邑樂等大陸樂舞又東傳入日本，乃成為流行的音樂。在天武、持統兩位天皇時設置了專門的樂官，雅樂寮樂官的設置對日本以後的歌舞、音樂發展有很大影響。據《大寶律令》的規定，在治部省設雅樂寮，雅樂寮設有頭、助、允、大允、屬，四個等級的官員，並分派專門的歌人樂師學習各種音樂、舞蹈，以在宴會或宗教儀式上進行表演。
直到平安初期，來自中國的樂舞被稱為「雅曲、正儛」，而傳統的樂舞則叫做「雜樂」。當時在日本的宮廷內不僅表演傳統的樂舞，還融合表現各種外來的樂舞，歌人樂師們演奏各種樂器，穿著華麗的服裝表演各種樂舞。在753年(天平勝寶3年)，日本宮廷又模仿唐制，為女踏歌、女樂設置內教坊，而當時為了配合特技與魔術表演而演奏的散樂亦相當盛行，並成為之後猿樂的雛型。

## 註腳
1. ↑  北山茂夫「奈良時代」日本歴史大辞典編集委員会『日本歴史大辞典 第7巻』河出書房新社、1979年11月
2. 1 2  吉田孝. . 小学館ライブラリー. 1992-10. ISBN 4-09-461003-0 （日语）.
3. ↑  小澤 (2005) pp.142-148
4. ↑  佐藤 (2002) p.20